# Michael Berger (Mediziner)

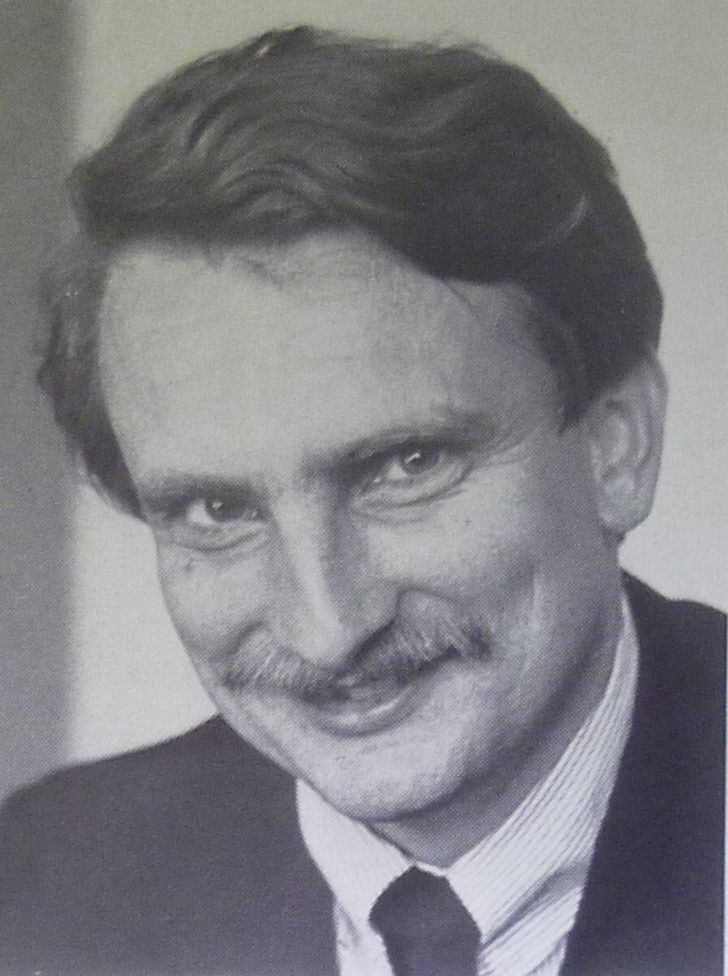
Michael Berger (1982)

Michael Berger (* 2. Juni 1944 in Schmalkalden; †  18. August 2002 in Düsseldorf) war ein deutscher Internist und Diabetologe.

## Leben
Berger studierte an der Julius-Maximilians-Universität Würzburg und der Ludwig-Maximilians-Universität München Medizin. Er wurde Mitglied des Corps Rhenania Würzburg (1963) und des Corps Franconia München (1965). Als Inaktiver war er an der National University of Ireland, Galway und an der 1965 aus der Medizinischen Akademie Düsseldorf hervorgegangenen Universität Düsseldorf (seit 1988  Heinrich-Heine-Universität). In Düsseldorf schloss er 1970 sein Studium mit der Promotion über Untersuchungen zur Lipolyse am menschlichen Fettgewebe in vitro ab. Es folgten Aufenthalte an der Harvard Medical School, am Joslin Diabetes Center in Boston und am Institut für klinische Biochemie der Universität Genf. Die Habilitation erfolgte 1976. Zwei Jahre später wurde er in Düsseldorf zum Professor für Innere Medizin ernannt. Nachdem er Oberarzt und stellvertretender Leiter der Abteilung für Stoffwechselkrankheiten und Ernährung (Leiter: Professor Horst Zimmermann [1919–1995]) gewesen war, leitete er die Abteilung als Zimmermanns Nachfolger seit 1985 zunächst kommissarisch, und wurde ca. 1993 nach Umwandlung der Abteilung in eine eigenständige Klinik ihr Direktor. Von 1984 bis 1994 wirkte er als Prodekan, 1994 als Dekan der Medizinischen Fakultät. Er und einige seiner Kollegen der Medizinischen Fakultät, darunter Dekan Professor Peter Pfitzer (1929–2016), stimmten 1988 für die Benennung der Universität nach Heinrich Heine. Er kritisierte mit Petr Skrabanek, dem er nahestand, die wissenschaftlichen Methoden und Ausrichtungen der aktuellen Medizin, und unterstützte ostentativ die Kritik von Hanauske-Abel und anderen an der akademischen Medizin des Nationalsozialismus; er sympathisierte mit der IPPNW. Berger starb nach jahrelanger, schwerer Krankheit im Alter von 58 Jahren. Er hinterließ seine Ehefrau, die Kollegin Ingrid Mühlhauser.

## Schaffen

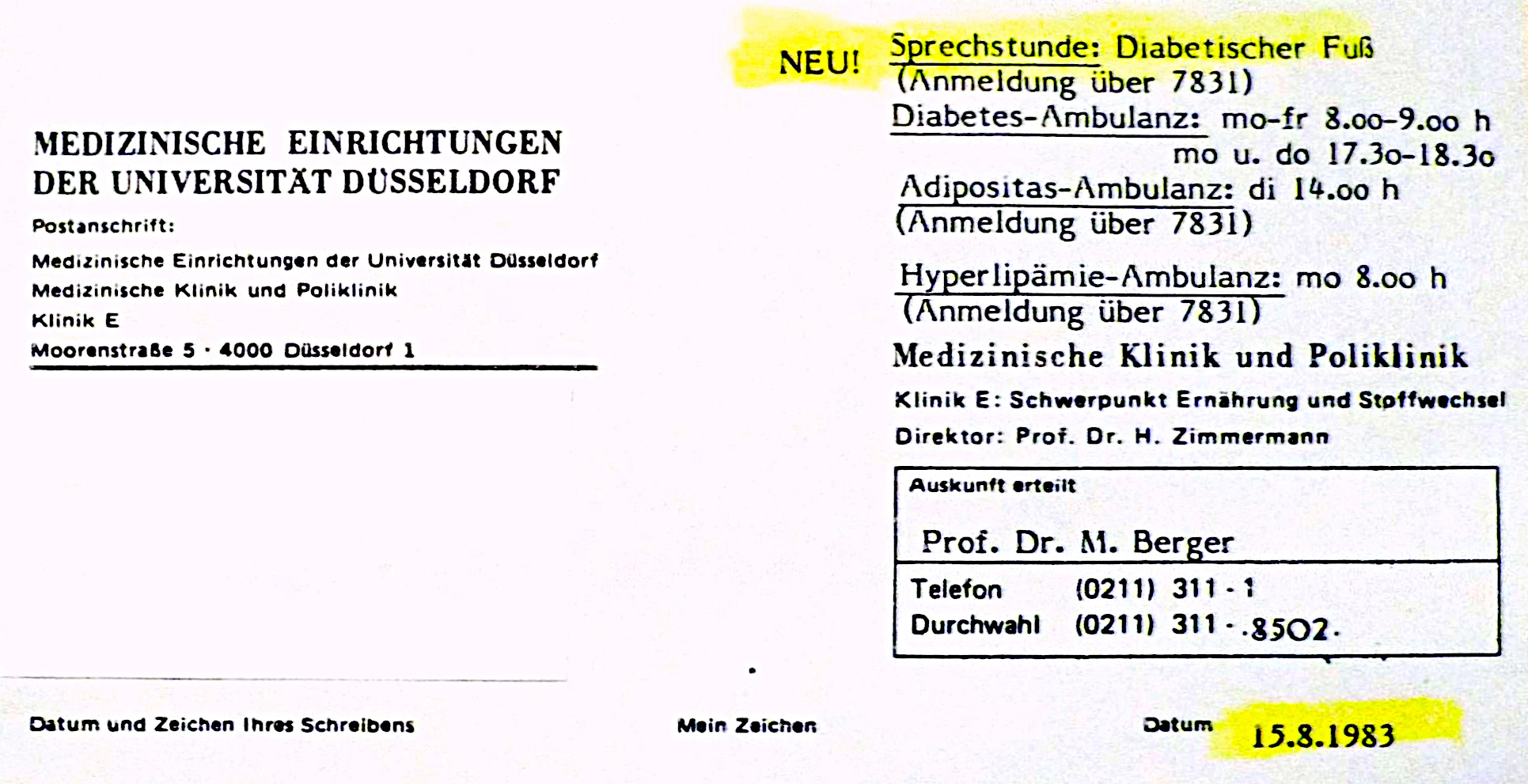
Sprechstunde Diabetischer Fuß 1983

Schwerpunkt seiner wissenschaftlichen Tätigkeit war die Verbesserung der Gesundheitsversorgung chronisch kranker Menschen. So entwickelten Berger und Mitarbeiter strukturierte Schulungs- und Behandlungsprogramme für Diabetes mellitus, Asthma bronchiale und Hypertonie, in Anlehnung an bereits in den 1970er Jahren existente Patienten-Schulungsprogramme, u. a. von Jean-Philippe Assal (Genf), Leona V. Miller (Los Angeles) und John K. Davidson (Atlanta). Diese Ansätze, die auf der Therapiekontrolle durch die Patienten selbst basieren (Selbstkontrolle des Harnzuckers, Blutzuckers, Blutdrucks, Peak-flows), erfuhren schließlich breite Anerkennung in Deutschland und der Welt. Berger förderte seit 1980 die Behandlung des Typ–1 Diabetes mellitus mit tragbaren Insulinpumpen und ermöglichte 1983 die Einrichtung einer Ambulanz, der ersten ihrer Art in Deutschland, für die Behandlung des diabetischen Fußsyndroms (Diabetes-Fußambulanz). Finanziell unterstützt wurde er unter anderem von der Peter-Klöckner-Stiftung.
Ein weiterer Schwerpunkt von Bergers Wirken war die internationale Zusammenarbeit, u. a. mit Ländern des Ostblocks und Lateinamerikas. Die von ihm geleitete Klinik wurde deshalb von der Weltgesundheitsorganisation zum Collaborating Center for Diabetes ernannt; sie war das einzige deutschsprachige Zentrum dieser Art.
In den letzten Jahren seiner Tätigkeit wendete er sich zunehmend der evidenzbasierten Medizin zu und setzte sich für bessere Autonomie der Patienten, insbesondere für die Integration patienteninformierter Entscheidungsprozesse und ein partnerschaftliches Verhältnis zwischen Patient und Arzt ein. Seit 1981 hatte er stets behauptet: „Die Normalisierung des Stoffwechsels [und damit des HbA1c-Wertes] ist wegen der sonst auftretenden diabetischen Spätschäden zum kategorischen Imperativ der Diabetes-Therapie geworden.“ Erst gegen Ende seines Lebens änderte er seine Meinung dahingehend, dass es gemäß den Prinzipien der evidenzbasierten Medizin an den Diabetes-Patienten selbst sei, ihren persönlichen HbA1c-Zielwert festzulegen, unter Berücksichtigung sowohl der Risiken als auch der Anstrengungen, die sie dafür auf sich zu nehmen bereit wären.
Er verfügte über einträgliche Kontakte zur Teststreifen-Industrie (Boehringer-Mannheim) und zur Insulinindustrie (Novo-Nordisk, Eli Lilly, Hoechst-Aventis). Ende der 1980er Jahre propagierte er die Erhöhung der Insulinkonzentration von 40 Einheiten pro Milliliter (U-40) auf 100 Einheiten pro Milliliter (U-100) in Deutschland, gentechnisch produziertes Humaninsulin und anschließend die Markteinführung von künstlich modifizierten Insulinpräparaten (sogenannte Insulinanaloga). Unter anderem wurde in seiner Abteilung an gesunden Studenten das Insulinanalogon B10Asp (später auch Insulin X10 genannt) erprobt, bevor Tierversuche, die eine krebserregende Wirkung zeigten, abgeschlossen waren – die Studie wurde 1992 von der Firma Novo-Nordisk abgebrochen. Im Auftrag der Firma Lilly untersuchte er das Insulinanalogon Lispro an Menschen mit Typ-1 Diabetes mellitus. Für die Verwendung in seiner Abteilung an der Universität Düsseldorf warb er Drittmittel in Millionenhöhe ein.
Berger war Autor oder Koautor von etwa 600 Fachartikeln und mehrerer Lehrbücher und Ratgeber. Er wirkte in den Herausgebergremien mehrerer Fachzeitschriften mit, darunter des Journal of the American Medical Association (JAMA). Von 1983 bis 1998 war er Chefherausgeber der Zeitschrift Diabetologia.

## Ehrungen
Michael Berger war Träger zahlreicher Wissenschaftspreise und Auszeichnungen, so der Claude-Bernard-Medaille – der höchsten Auszeichnung der European Association for the Study of Diabetes (EASD) – und der Harold-Rifkin-Auszeichnung der American Diabetes Association. Für seine Leistungen in der Diabetesforschung verliehen fünf ausländische Universitäten Michael Berger die Ehrendoktorwürde, und zwar die Warschauer Medizinische Universität, die Universität Skopje, die Autonome Universität Barcelona, die Pavol-Jozef-Šafárik-Universität in Košice und die Medizinische Universität Sofia.
Er wurde 1993 zum Temporary Consulting der WHO-Region Europa ernannt und vom Bundesverteidigungsminister in den Wehrmedizinischen Beirat berufen.
Die Universität Düsseldorf vergibt seit 2004 im Rahmen der Michael-Berger-Gedächtnis-Vorlesung alle zwei Jahre einen Preis, um besonders herausragende internationale Leistungen im Spannungsfeld von evidenzbasierter Medizin und Patientenzentrierung auszuzeichnen. Die EASD widmet Michael Berger seit der Jahrestagung 2008 ein eigenes Symposium.

## Monografien
- Michael Berger: Untersuchungen zur Lipolyse am menschlichen Fettgewebe in vitro. Universität Düsseldorf, medizinische Fakultät, 11. Februar 1970, DNB 482044438 (231 S., Dissertation).

- F. Arnold Gries, Peter Berchtold, Michael Berger: Adipositas: Pathophysiologie, Klinik und Therapie. Springer, Berlin, Heidelberg 1976, ISBN 978-3-540-07873-9, doi:10.1007/978-3-642-66450-2 (eingeschränkte Vorschau in der Google-Buchsuche).
- Michael Berger, F.Arnold Gries (Hrsg.): Frontiers in Insulin Pharmacology. Georg Thieme Publishing Group, Stuttgart/New York 1993, ISBN 978-3-13-126601-9.
- Viktor Jörgens, Monika Grüßer, Michael Berger: Mein Buch über den Diabetes mellitus für intensivierte Insulinbehandlung. 17., überarbeitete Auflage. Kirchheim, Mainz 2003, ISBN 978-3-87409-367-5.

- Viktor Jörgens, Monika Grüßer, Michael Berger: Wie behandle ich meinen Diabetes: für Typ-II-Diabetiker, die nicht Insulin spritzen. 6. Auflage. Kirchheim, Mainz 1992, ISBN 978-3-87409-188-6.

- Michael Berger, Viktor Jörgens: Praxis der Insulintherapie. mit 9 Tabellen. 6. Auflage. Springer, Berlin 2001, ISBN 978-3-540-41774-3, doi:10.1007/978-3-642-97548-6 (eingeschränkte Vorschau in der Google-Buchsuche).

- Monika Grüßer, Viktor Jörgens, Michael Berger: Vor dem Essen Insulin: für die flexible Behandlung des Typ-2-Diabetes mit Normalinsulin. 2. Auflage. Kirchheim, Mainz 2000, ISBN 978-3-87409-318-7.

- Michael Berger: Bedarfsgerechte Insulin-Therapie bei freier Kost: der Beitrag von Karl Stolte zur klinischen Diabetologie. Kirchheim, Mainz 1999, ISBN 978-3-87409-299-9.

- D. Oyen, E. A. Chantelau, M. Berger: Zur Geschichte der Diabetesdiät. Springer, Berlin, Heidelberg, New York, Tokio 1985, ISBN 978-3-540-15450-1, doi:10.1007/978-3-642-70498-7 (eingeschränkte Vorschau in der Google-Buchsuche – zugleich Universität Düsseldorf, Dissertation D. Oyen).

- Sabine Rinke, Michael Berger: Die ersten Jahre der Insulintherapie. Zuckschwerdt, München, Bern, Wien 1983, ISBN 978-3-88603-050-7 (zugleich Universität Düsseldorf, Dissertation S. Rinke).

- Michael Berger (Hrsg.): Diabetes mellitus. 1. Auflage. Urban & Schwarzenberg, München 1995.
- Michael Berger (Hrsg.): Diabetes mellitus. 2, überarbeitete Auflage. Urban & Fischer, München/Jena 2000.